# F-Kreis
Der F-Kreis (auch Wirtschaftsführerkreis) war eine Organisation von Industriellen zur Beratung des deutschen
Propaganda-Ministeriums zu Fragen der deutschen Auslandspropaganda.
Er wurde im Frühjahr 1933 auf Anregung von Walther Funk gegründet. Alle zwei Monate trafen sich die Mitglieder mit Joseph Goebbels zur Besprechung im Büro von Max Ilgner. Zur Beratung wurde Ivy Lee, der die Werbearbeit für Standard Oil managte, hinzugezogen. Der F-Kreis verbreitete im Ausland Presseartikel von u. a. Hjalmar Schacht und des Generals Walter von Reichenau sowie Schallplatten. Im Rundfunk sprachen Gustav Krupp und Hjalmar Schacht.
Er ging im September 1933 in den Werberat der deutschen Wirtschaft auf.
Zu den Mitgliedern gehörten:
- Max Ilgner (I.G. Farben)
- Heinrich Gattineau (I.G. Farben)
- Ludwig von Winterfeld (Siemens)
- Otto Christian Fischer (Bankdirektor der Reichs-Kredit-Gesellschaft AG, Berlin)
- August Diehn (Generaldirektor des Deutschen Kali-Syndikats, Vorläufer der K+S)
- Max Hahn (Geschäftsführer der Deutschen Gruppe des Mitteleuropäischen Wirtschaftstages)
- Oskar Ruperti (Generaldirektor der Bochumer Verbände, Vorläufer der Ruhr-Stickstoff)